# Quang Hán
Quang Hán là một xã thuộc tỉnh Cao Bằng, Việt Nam.

## Địa lý
Xã Quang Hán nằm ở phía tây bắc huyện Trùng Khánh, có vị trí địa lý:
- Phía đông giáp thị trấn Trà Lĩnh
- Phía tây giáp huyện Hà Quảng
- Phía nam giáp xã Cao Chương và xã Quang Vinh
- Phía bắc giáp Trung Quốc.

Xã Quang Hán có diện tích 41,19 km², dân số năm 2019 là 3.908 người, mật độ dân số đạt 95 người/km².
Trên địa bàn xã Quang Hán có các ngọn núi như: Cốc Toòng, Lũng Nhũng, Dểu Nà, Lũng Kím, Lũng Phước, Lũng Riềm, Lũng Sảng, Lũng Tạc, Đán Khao, Lũng Hoài, Đán, Khâu Hân, Lồng Vường, Lũng Nhùng, Lũng Dể, Sam Sậu, Thông Lý và dãy núi Nà Chiu.
Trên địa bàn Quang Hán có hai dòng suối là suối Khuổi Luông và suối Thông Lý. Tỉnh lộ 210 chạy qua địa phận của xã, song song với suối Thông Lý.

## Lịch sử
Địa bàn xã Quang Hán hiện nay trước đây vốn là hai xã Quang Hán và Cô Mười thuộc huyện Trà Lĩnh.
Xã Cô Mười trước đó thuộc huyện Hà Quảng, được sáp nhập vào huyện Trà Lĩnh vào ngày 10 tháng 6 năm 1981 theo Quyết định 245-CP của Hội đồng Chính phủ.
Trước khi sáp nhập, xã Quang Hán có diện tích 22,81 km², dân số là 2.461 người, mật độ dân số đạt 108 người/km², có 9 xóm: Bản Niếng, Nà Pò, Bản Lòa, Lũng Nặm, Pò Máng, Thin Phong, Pú Dô, Vĩnh Khải, Vững Bền. Xã Cô Mười có diện tích 18,38 km², dân số là 1.447 người, mật độ dân số đạt 79 người/km², có 5 xóm: Cô Mười, Cô Tó A, Cô Tó B, Lũng Tám, Bản Tám. về việc
Ngày 10 tháng 1 năm 2020, Ủy ban Thường vụ Quốc hội ban hành Nghị quyết số 864/NQ-UBTVQH14 về việc sắp xếp các đơn vị hành chính cấp huyện, cấp xã thuộc tỉnh Cao Bằng (nghị quyết có hiệu lực từ ngày 1 tháng 2 năm 2020). Theo đó, sáp nhập toàn bộ diện tích và dân số của xã Cô Mười vào xã Quang Hán.
Ngày 1 tháng 3 năm 2020, huyện Trà Lĩnh giải thể, xã Quang Hán được sáp nhập vào huyện Trùng Khánh.

## Hành chính
Xã Quang Hán được chia thành 13 xóm: Bản Lòa, Bản Niếng, Bản Tám, Cô Mười, Cô Tó A, Cô Tó B,Lũng Táo, Nà Pò, Pò Mán, Pú Dô, Thin Phong, Vĩnh Khải, Vững Bền.